# Cormes
Cormes – miejscowość i gmina we Francji, w regionie Kraj Loary, w departamencie Sarthe.
Według danych na rok 2010 gminę zamieszkiwało 911 osób, a gęstość zaludnienia wynosiła 47 osób/km².